# Limba waray-waray
Limba waray-waray (de asemenea Waray, Samar-Leyte, sau Samarnon) este a cincea cea mai vorbită limbă regională din Filipine, folosită în provinciile Samar, Samar de Nord, Samar de Est, Biliran, și în partea de nord-est a insulei Leyte.